# ریسکون-تو
ریسکون-تو (به فرانسوی: Risquons-Tout) یک منطقهٔ مسکونی در بلژیک است که در موکرون واقع شده‌است.